# Santa Teresa del Tuy
Santa Teresa del Tuy ist eine venezolanische Stadt im Südwesten des Bundesstaates Miranda. Sie ist der Verwaltungssitz des Bezirks Independencia.
Santa Teresa del Tuy befindet sich 65 km von Caracas entfernt. Im Jahr 2005 zählte sie 260.899 Einwohner.
Sie wurde am 14. Oktober 1771 gegründet. Die Region ist seit dem 18. Jahrhundert ein wichtiges Kakaoanbaugebiet.
Ab 1913 gab es einen Bahnhof der Venezuela Central Railway die den Ort mit der Hauptstadt Caracas verband und ab 1922 südwestlich bis nach Ocumare del Tuy führte. Der Zugverkehr wurde 1954 von der zwischenzeitlich verstaatlichten Eisenbahn wieder eingestellt.